# الخريبة (فرع العدين)

تعديل مصدري - تعديل

الخريبة محلة تابعة لقرية الاوطاف، التابعة لعزلة العاقبة بمديرية فرع العدين إحدى مديريات محافظة إب في الجمهورية اليمنية، بلغ تعداد سكانها 100 حسب تعداد اليمن لعام 2004.